# Капризи на съдбата
Капризи на съдбата (на испански: Sortilegio) е мексиканска теленовела, режисирана от Моника Мигел и продуцирана от Карла Естрада за Телевиса през 2009 г. Адаптация е на теленовелата Ти или никоя от 1985 г., създадена от Мария Саратини, която пише и тази нова версия.
В главните роли са Жаклин Бракамонтес и Уилям Леви, а отрицателните – Давид Сепеда, Шантал Андере, Ана Бренда Контрерас, Хулиан Хил, Ото Сирго и Асела Робинсън. Специално участие вземат Даниела Ромо, Габриел Сото, Моника Мигел, Мария Виктория, Хуан Карлос Руис, Ектор Саес и Аарон Ернан.

## Сюжет
Антонио Ломбардо е успешен строителен предприемач, който неволно се влюбва във Виктория Сармиенто, съпруга на най-добрия му приятел, Самуел. От тази връзка се раждат близнаците Бруно и Ракел, но Антонио не ги познава, защото, малко преди да се родят, Самуел отвежда Виктория в Европа.
Години по-късно, Виктория и Антонио, и двамата останали вдовци, решават да се съберат и заедно да отгледат децата си Бруно, Ракел и Алехандро, сина на Антонио от първата му съпруга, Адриана. Децата растат заедно, без да знаят истината за своя биологичен баща. Междувременно, Бруно категорично отхвърля Алекс, отнасяйки се грубо и агресивно към него.
Годините минават, а Антонио, разочарован от непокорните и безотговорни постъпки на Бруно, и лекомислието на Ракел, оставя Алехандро за свой наследник. Когато Антонио казва решението си на Виктория, между тях възниква спор. Антонио неочаквано умира, а Алекс остава начело на семейството и компанията, това още повече засилва омразата на Бруно към него.
В същото време, Бруно започва да се среща с простото и красиво момиче Мария Хосе, и двамата се женят, но Бруно се представя за своя по-малък брат Алехандро. Бруно замисля коварен план, чрез който може да се отърве от брат си, за да стане собственик на семейната компания. Бруно застрашава живота на Алехандро, който е обявен за мъртъв, макар че е тежко ранен и няколко дни по-късно се връща в семейния дом, в който всички остават изненадани, особено Бруно.
С течение на времето Мария Хосе и Алехандро се влюбват, но връзката им ще бъде опетнена от лъжите и интригите, устроени от Бруно и Маура, която е влюбена в Алехандро, които ще направят и невъзможното, за да ги разделят.

## Актьори
- Жаклин Бракамонтес – Мария Хосе Саманиего Миранда де Ломбардо / Сандра Бетанкур Миранда
- Уилям Леви – Алехандро „Алекс“ Ломбардо Виявисенсио
- Давид Сепеда – Бруно Албенис Сармиенто
- Даниела Ромо – Виктория Сармиенто вдовица де Албенис / вдовица де Ломбардо
- Габриел Сото – Фернандо Аланис
- Шантал Андере – Ракел Албенис Сармиенто де Кастелар
- Ана Бренда Контрерас – Маура Албаран
- Мария Виктория – Фелипа
- Хосе Карлос Руис – Чучо
- Моника Мигел – Мая Сан Хуан
- Ото Сирго – Хорхе Круегер
- Аарон Ернан – Порфирио Бетанкур
- Патрисио Кастийо – Емилиано Аланис
- Асела Робинсън – Елена Миранда де Круегер
- Луис Кутуриер – Ернан Пласенсия
- Фернандо Айенде – Антонио Ломбардо
- Фелисия Меркадо – Адриана Виявисенсио де Ломбардо
- Алехандро Томаси – Самуел Албенис
- Ектор Саес – Педро Саманиего
- Марсело Кордоба – Роберто Кастелар
- Хулиан Хил – Улисес Виясеньор
- Даниела Лухан – Лисет Албаран
- Гилермо Сарур – Есекиел
- Адалберто Пара – Ерик Диас
- Уенди Гонсалес – Паула Саманиего Миранда
- Мануела Имас – Катя Аланис
- Росита Пелайо – Мерседес
- Артуро Лорка – Артуро
- Карлос Хирон – Габриел
- Илиана де ла Гарса – Хулия Фернандес
- Роландо Фернандес – Грегорио
- Долорес Олива – Пиедад
- Кристина Пастор – Мари
- Уилебалдо Лопес – Сантос
- Патрисия Ансира – Берта
- Алфредо Адаме – Джон Сегал
- Елисабет Алварес – Ирене
- Рафаел Сосая – Матео Ернандес
- Маурисио Аспе – Фабиан Ломбардо
- Фернандо Нориега – Марио Агире
- Линдо – Ковит
- Кристина Масон – Летисия

## Премиера
Премиерата на Капризи на съдбата е на 1 юни 2009 г. по Canal de las Estrellas. Последният 95. епизод е излъчен на 9 октомври 2009 г.

## Екип
- Оригинална история – Мария Саратини
- Адаптация – Мария Саратини
- Ко-адаптация – Клаудия Веласко
- Литературна редакция – Пилар Педроса
- Консултант направление „психология“ – д-р Юдит Серман
- Консултант направление „философия“ – Енрике Бонавидес
- Консултант на диалози – Роберто Барклай
- Сценография – Антонио Гарсия, Диего Ласкурайн, Рикардо Наварете
- Декор – Рафаел Брисуела, Игансио Ернандес
- Дизайн на костюми – Ана Луиса Миранда, Мария Долорес Гомес
- Музикална тема – Sortilegio de amar
- Автор – Денис де Калафе
- Изпълнител – Ил Диво
- Музика към теленовелата – Денис де Калафе, Лорена Тасинари
- Музикално оформление – Хесус Бланко
- Редактори – Омар Бланко Васкес, Ониел Алфаро
- Асистент-редактор – Анхелика Кано
- Мениджър продукция – Грасиела Валдивия
- Координатор продукция – Марикрус Кастаньон
- Режисьор на диалози – Хуан Антонио Янес
- Асистент-продуценти – Лус Мария Сапата, Сандра Тейес, Иван Пачеко, Луис Торес
- Асистент-оператори – Абнер Велес, Лисинг О'Фарил
- Асистент-режисьор – Росио Прадо
- Асоцииран продуцент – Гилермо Гутиерес
- Продуцент – Артуро Лорка
- Оператори в локация – Хосе Мануел Бесера, Хесус Нахера Саро
- Режисьор в локация – Карина Дупрес
- Оператор – Лино Адриан Гама Ескинка
- Режисьор – Моника Мигел
- Изпълнителен продуцент – Карла Естрада

## DVD
Телевиса издава теленовелата в DVD формат, съдържащ по-интересните епизоди.

## Награди и номинации
Награди TVyNovelas 2010
| Категория                           | Номинация                  | Резултат   |
| ----------------------------------- | -------------------------- | ---------- |
| Най-добра теленовела                | Карла Естрада              | Номинирана |
| Най-добра актриса                   | Жаклин Бракамонтес         | Номинирана |
| Най-добър актьор                    | Уилям Леви                 | Номиниран  |
| Най-добър актьор в отрицателна роля | Давид Сепеда               | Печели     |
| Най-добра първа актриса             | Даниела Ромо               | Печели     |
| Най-добър актьор в поддържаща роля  | Габриел Сото               | Номиниран  |
| Най-добър оператор                  | Лино Гама Ескинка          | Печели     |
| Най-добър режисьор                  | Моника Мигел Карина Дупрес | Печелят    |

Нагарди Bravo 2010
| Категория                      | Номинация        | Резултат |
| ------------------------------ | ---------------- | -------- |
| Най-добър актьор в главна роля | Уилям Леви       | Печели   |
| Най-добра първа актриса        | Даниела Ромо     | Печели   |
| Най-добър пръв актьор          | Хосе Карлос Руис | Печели   |

## Версии
- Капризи на съдбата е нова версия на теленовелата Ти или никоя, продуцирана от Ернесто Алонсо през 1985 г., с участието на Лусия Мендес и Андрес Гарсия.
- През 1995 г. е създадена първата адаптация, наречена Акапулко, тяло и душа, подуцирана от Хосе Алберто Кастро, с участието на Патрисия Мантерола и Саул Лисасо.
- През 1995 г. е създадена друга версия, продуцирана от Карлос Сотомайор за Телевиса и Fox Televisión, наречена Acapulco bay, с участието на Ракел Гарднер и Джейсън Адамс.
- През 2022 г. Хосе Алберто Кастро продуцира теленовелата Кабо за ТелевисаУнивисион, с участието на Барбара де Рехил и Матиас Новоа.

## В България
В България сериалът е обработен в студио Триада и се излъчва от 30 септември 2010 до 4 февруари 2011 г. по bTV. На 27 май 2013 г. започва повторното излъчване на сериала по bTV Lady. Ролите се озвучават от артистите Даниела Горанова, Марин Янев, Петър Върбанов, Ангел Генов, Светломир Радев и Мариана Лечева. Режисьор на дублажа е Тамара Войс.
На 30 октомври 2015 г. започва излъчване по Диема Фемили. На 11 октомври 2017 г. започва второто повторение на сериала по Диема Фемили и приключва на 13 февруари 2018 г. Ролите се озвучават от Ани Василева, Нина Гавазова, Силвия Русинова, Силви Стоицов, Николай Николов и Христо Узунов.